# Pseudogyroneuron spilonotum
Pseudogyroneuron spilonotum är en stekelart som först beskrevs av Cameron 1905.  Pseudogyroneuron spilonotum ingår i släktet Pseudogyroneuron och familjen bracksteklar. Inga underarter finns listade i Catalogue of Life.